# سام كرافين
سام كرافين (بالإنجليزية: Sam Craven)‏ (27 سبتمبر 1988 في المملكة المتحدة - ) هو لاعب كرة قدم بريطاني في مركز الدفاع. لعب مع F.C. New York ‏ ونادي هدنسفورد تاون ونادي مانسفيلد تاون وLong Island Rough Riders ‏ ونادي بوسطن يونايتد.

## وصلات خارجية
- سام كرافين على موقع قاعدة بيانات كرة القدم.إي يو (الإنجليزية)
- سام كرافين على موقع Soccerway.com (الإنجليزية)